# Grand prix VSD du polar
Le Grand prix VSD du polar (2009-2016) est un prix littéraire destiné à récompenser des auteurs romans policiers créé en 2009 par les éditions Les Nouveaux Auteurs et le magazine VSD. À partir de 2017, il s'intitule le Prix VSD RTL et est organisé par Hugo Thriller.

## Grand prix VSD du polar

### Règlement
Créé en 2009 par les éditions Les Nouveaux Auteurs et le magazine VSD, le Grand prix VSD du polar vise particulièrement à l'émergence de nouveaux talents. Il est présidé par un écrivain de roman policier. Les lauréats, auteurs jamais publiés, bénéficient d'un soutien promotionnel de la part des éditions Les Nouveaux Auteurs.

### Palmarès

#### Prix 2009
Le jury est présidé par Frédéric Beigbeder
- Grand prix VSD du polar : Opale de Stéphane Lefebvre
- Coup de cœur du président : Mako de Laurent Guillaume
- Prix des lecteurs : Sang d'encre au 36 de Hervé Jourdain

#### Prix 2010
Le jury est présidé par Yann Queffélec
- Grand prix VSD du polar : Le Tueur intime de Claire Favan
- Coup de cœur du président : Les Meurtriers de Dieu de Jean Depreux
- Prix des lecteurs : Dernière Station de Jean-Christophe Tixier
- Coup de cœur du jury : Apoptose de David Moitet

#### Prix 2011
Le jury est présidé par Didier van Cauwelaert
- Grand prix VSD du polar : Le Psychopompe de Dominique Maisons
- Coup de cœur du président : Le Tombeau du Phénix de François-Xavier Cerniac
- Prix des lecteurs : Genèse de l'enfer de Yves Corver
- Coup de cœur du jury : Le Sanctuaire d'Ombos de Damien Leban

#### Prix 2012
Le jury est présidé par Jean-Christophe Grangé
- Grand prix VSD du polar : Le Bras du diable de Julie Waeckerli
- Coup de cœur du président : Piège numérique de Christian Olivaux

#### Prix 2013
Le jury est présidé par Bernard Werber
- Grand prix VSD du polar : Flics Requiem de Michel Tourscher
- Coup de cœur du président : Quelqu'un priait sur ma tombe de Jean-Claude Melka
- Coup de cœur des lecteurs : Merde à Vauban de Sébastien Lepetit

#### Prix 2014
Le jury est présidé par Franck Thilliez
- Grand prix VSD du polar : Peur de l'Ombre de Jean-François Delage
- Coup de cœur du président : Sous surveillance de Dorothée Lizion
- Coup de cœur des lecteurs : Celui qui ne meurt jamais de Dominique Faget

#### Prix 2015
Le jury est présidé par Franck Thilliez
- Grand prix VSD du polar : Soleil noir de Armèle Malavallon

#### Prix 2016
Le jury est présidé par Franck Thilliez
- Grand prix VSD du polar : Nicky Stan, dans l'objectif de Ariane Braun
- Coup de cœur du président : Démons de Marc Laine (d)

## Prix VSD RTL

### Règlement
En 2017, le prix change de nom et possède trois catégories. Il est organisé par Hugo Thriller en partenariat avec VSD et RTL :
- Prix Michel Bussi du Meilleur thriller français
- Prix Douglas Kennedy du Meilleur thriller étranger
- Coup de cœur RTL par Bernard Lehut

Les textes sont sélectionnés avec la plateforme d’écriture en ligne Fyctia (qui appartient aussi au groupe Hugo & Cie) parmi plusieurs manuscrits inédits concourant dans la catégorie Thriller français ou Thriller étranger. Le jury est composé de Marc Dolisi et François Julien pour VSD, du journaliste Bernard Lehut, chef adjoint du service culture de RTL, et de l’équipe éditoriale de "Hugo Thriller", Bertrand Pirel et Sophie Leflour.
Pour la 4e édition, le Prix du meilleur thriller étranger se réinvente. Toujours sous la présidence de Douglas Kennedy, le lauréat fait partie d'une sélection de titres à paraître au premier semestre 2020 habillés d'une pastille "Sélection du Prix Douglas-Kennedy", et dévoilés en fin d'année.

### Palmarès

#### Prix 2017
Le jury est présidé par Michel Bussi
- Prix Douglas-Kennedy du meilleur thriller étranger : Notre petit secret de Roz Nay
- Prix Michel-Bussi du meilleur thriller français : Le Tricycle rouge de Vincent Hauuy
- Coup de cœur RTL par Bernard Lehut : Itinéraire d'une mort annoncée de Fabrice Barbeau

#### Prix 2018
Le jury est présidé par Michel Bussi
- Prix Douglas-Kennedy du meilleur thriller étranger : Innocente de Amy Lloyd
- Prix Michel-Bussi du meilleur thriller français : Les Jumeaux de Piolenc de Sandrine Destombes

#### Prix 2019
- Prix Douglas-Kennedy du meilleur thriller étranger : Le Livre des choses cachées (The Book of Hidden Things, 2018) / Francesco Dimitri ; trad. Charles Recoursé. Paris : Hugo Thriller, 04/2019, 379 p.  (ISBN 978-2-7556-4121-9)

#### Prix 2020
- Sélections Prix Douglas-Kennedy :
  - Le Journal de Claire Cassidy (The Stranger Diaries, 2018) / Elly Griffiths ; trad. Élie Robert-Nicoud. Paris : Hugo Roman, coll. "Hugo Thriller", 01/2020, 379 p.  (ISBN 978-2-7556-4706-8)
  - Le Dilemme / B. A. Paris ; trad. Vincent Guilluy. Paris : Hugo Roman, coll. "Hugo Thriller", 05/2020, 377 p.  (ISBN 978-2-7556-4477-7)
  - Holiday : sept jours, trois couples, un meurtre / T. M. Logan ; trad. Bertrand Guillot. Paris : Hugo Roman, coll. "Hugo Thriller", 06/2020, 459 p.  (ISBN 978-2-7556-4835-5)
  - Bienvenue à Gomorrhe / Tom Chatfield ; trad. Valéry Lameignère. Paris : Hugo Roman, coll. "Hugo Thriller", 10/2020, 473 p.  (ISBN 978-2-7556-4357-2)
- Lauréat :
  - Bienvenue à Gomorrhe (This is Gomorrah, 2019) / Tom Chatfield ; trad. Valéry Lamaignère. Paris : Hugo Roman, coll. "Hugo Thriller", 10/2020, 473 p.  (ISBN 978-2-7556-4357-2). Rééd. Hugo Poche Suspense n° 404, 03/2022, 542 p.  (ISBN 978-2-7556-9417-8)

#### Prix 2021
- Prix Douglas-Kennedy du meilleur thriller étranger : Nous étions les reines (The Girls Are All Si Nice Here, 2021) / Laurie Elisabeth Flynn ; trad. Caroline Lavoie. Paris : Hugo Thriller, 09/2021, 426 p.  (ISBN 978-2-755689-45-7)